# ماورای اردن
ماورای اردن (به لاتین: Oultrejordain)، ارباب‌نشینی است که در قرن ۱۱ میلادی و پس از جنگ صلیبی اول و پیروزی صلیبیون ایجاد شد و تا زمان فتح کراک بدست صلاح‌الدین، تابعی از پادشاهی اورشلیم بود. ارباب‌نشین ماورای اردن، قلمرویی با مرزهای مشخص‌نشده در شرق رود اردن، که یکی از مهم‌ترین و بزرگترین واسال‌های پادشاهی اورشلیم است. این ارباب‌نشین به دلیل موقعیت جغرافیایی آن که بر سر راه کاروان تجاری مسلمانان از امیت ویژه‌ای برخوردار بود. آخرین ارباب آن، رینالید شاتیون پس از ازدواج با استفانی مایلی به حکومت ماورای اردن رسید، خود را شاهزاده ماورای اردن معرفی می‌کرد نه تابع و واسال پادشاه. وی و کنش‌های وی یکی از عوامل اصلی هجوم صلاح‌الدین پادشاهی اورشلیم در سال ۱۱۸۷ میلادی بود. صلاح‌الدین پس از پیروزی در نبرد حطین و قتل رینالد شاتیون این ارباب‌نشین را در سال ۱۱۸۷ فتح کرد و به قلمروی ایوبیان ضمیمه کرد. 

## اربابان ماورای اردن
- رومن لپوی، احتمالاً ۱۱۱۸–۱۱۲۶
- پاگان پیشخدمت، ۱۱۲۶–۱۱۴۷
- مائوریس مونتریال، ۱۱۴۷–۱۱۶۱
- فیلیپ مایلی، ۱۱۶۱–۱۱۶۸
- استفان د مایلی،:
  - هومفری سوم تورون، ۱۱۶۸–۱۱۷۳
  - مایلز د پلانسی، ۱۱۷۳–۱۱۷۴
  - رینالد شاتیون، ۱۱۷۶–۱۱۸۷
- فتح توسط ایوبیان،  ۱۱۸۷.